# Robert J. Reynolds
Robert John Reynolds, född 17 mars 1838 i Smyrna i Delaware, död 10 juni 1909 i Kent County i Delaware, var en amerikansk demokratisk politiker. Han var Delawares guvernör 1891–1895.
Reynolds var verksam som jordbrukare i Delaware. År 1891 efterträdde Reynolds Benjamin T. Biggs som guvernör och efterträddes 1895 av Joshua H. Marvil. Reynolds avled 1909 och gravsattes på Loudon Park Cemetery i Baltimore.